# دره اناران
دره اناران یکی از روستاهای بخش پاپی شهرستان خرم‌آباد در استان لرستان است که دارای جاذبه‌های طبیعی و کوه‌های سر به فلک کشیده و سرسبز می‌باشد.

## منطقه از نظر جغرافیایی
این منطقه از نظر جغرافیایی دارای آب وهوای نیمه گرمسیری است و نزدیکترین شهر به آن شهر سپیددشت است. این روستا در فصل بهار و تابستان گردشگران زیادی را به خود جذب کرده است این منطقه زیبا در ۵۰ کیلومتری شرق شهر خرم‌آباد واقع شده ودر۱۰ کیلومتریسپیددشت می‌باشد در مسیر راه می‌توان به بازدید از ابشارهای بیشه وگریت پرداخت.

## راه ارتباطی
راه ارتباطی به این روستا هم از طریق راه‌آهن سراسری شمال-جنوب و هم از طریق جاده خرم‌آباد سپیددشت امکان‌پذیر است.

## زبان مردم این روستا
مردم ساکن در این روستا به لهجه پاپیونَه صحبت می‌کنند که یکی از شاخه‌های زبان لری است.

## جمعیت
ساکنین این روستا تا قبل از سال۱۳۶۶ شمسی حدود ۵۰ خانوار بود که اکثر قریب به اتفاق آنهارا سادات موسوی تشکیل می‌دادند و تعدادی نیز از طوایف مختلف بختیاری، کرنوکر و پاپی در این روستا سکونت داشتند که متأسفانه بر اثر نزاع بین سادات موسوی و چند خانواده از طایفه بختیاری و کشته شدن یک نفر، روستا از هم پاشیده شد و اکنون بر طبق سرشماری سال ۱۳۸۵ حدود ۱۲ خانوار بیشتر در این روستا زندگی نمی‌کنند.

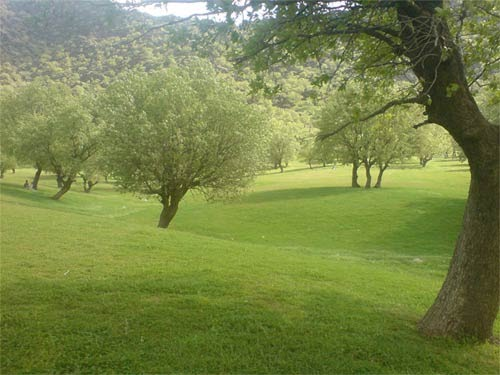
تصویری از روستای زیبای دره اناران در ادیبهشت ماه

## امنیت گردشگری
مردم روستا بسیار خون‌گرم ومهمان نواز بوده و از گردشگران وطبیعت دوستان به گرمی استقبال می‌کنند این منطقه از نظر امنیتی بسیار بسیار امن بوده به طوری که گردشگران شب‌ها را زیر چادر با خیال آسوده سپری می‌کنند و حتی هفته‌ها در این محل اتراق می‌نمایند.

## نویسندگان
علی رضائی - محمد رضائی